# Uomini e libri
Uomini e libri è stato un programma televisivo italiano letterario, una sorta di notiziario editoriale. Era curato da Luigi Silori e andava in onda - come tutti i programmi di quei tempi - in diretta, dagli studi Rai di Roma, in via Teulada, dapprima il venerdì, poi il sabato, alle 19:30 sul Programma Nazionale, per circa mezz'ora. La prima puntata andò in onda venerdì 10 ottobre 1958, alle ore 19:30, l'ultima sabato 16 dicembre 1961 alle ore 19:15. Ebbe cadenza settimanale e, per un periodo, bisettimanale. Ne furono trasmesse 177 puntate , presentate dallo stesso Silori. Il programma fu poi sostituito da Libri per tutti, dello stesso autore.

## Il programma

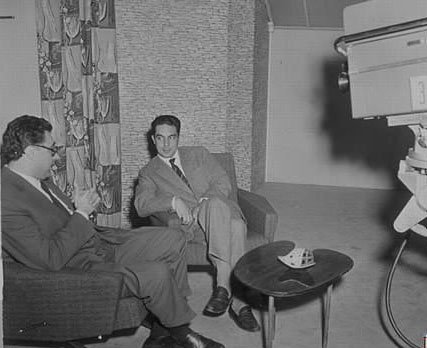
Un'intervista di Silori a Calvino

Il programma era diviso in tre parti. Nella prima, Silori faceva una rapida panoramica sulle principali novità editoriali della settimana. Nella seconda, con l'aiuto di altri conduttori, tra cui più assidui Giulio Cattaneo ed Elio Vittorini (che presentava ogni puntata un libro della collana "I Gettoni" della casa editrice Einaudi), si approfondivano i contenuti di quattro o cinque libri. Nella terza parte, infine, Silori intervistava un autore. 
A quei tempi, gli scrittori erano piuttosto restii ad andare in televisione, poiché avevano un atteggiamento generalmente diffidente e perplesso di fronte al nuovo mezzo espressivo. Nonostante ciò, Silori riuscì ad intervistare un buon numero di personalità del mondo letterario, tra cui Italo Calvino, Riccardo Bacchelli, Primo Levi, Carlo Bo, Aldo Palazzeschi, Domenico Rea, Vasco Pratolini, Dino Buzzati e molti altri. La trasmissione, che aveva uno "spiccato intento pedagogico" e divulgativo, ebbe un ottimo successo.